# Juan Crisóstomo Gómez
Juan Crisóstomo Gómez (La Mulera, Estado Táchira, Venezuela, 1860 - Caracas, Venezuela, 30 de junio de 1923) fue un político venezolano que fue presidente del Estado Miranda, gobernador de Caracas y vicepresidente de Venezuela hasta su asesinato en 1923.

## Biografía
Fue hijo de Pedro Cornelio Gómez y de Hermenegilda Chacón Alarcón y hermano del dictador Juan Vicente Gómez. Nació en la hacienda La Mulera, cerca de San Antonio del Táchira, allí permaneció su infancia y gran parte de su juventud. En los primeros años de 1900 se mudó a Caracas y desde entonces se convirtió en la persona que más confianza tenía su hermano Juan Vicente.

## Carrera política

### Presidente de Miranda
Una de sus primeras participaciones políticas fue en 1908 como presidente del estado Miranda. Las personas que lo conocían lo llamaban Don Juancho o Juanchito, a pesar de llevar el título de general.

### Gobernador de Caracas
En 1915 fue elegido gobernador de Caracas. En 1917, Crisóstomo Gómez intentó ante los tribunales una demanda hacia el presidente de la Venezuelan Oil Concessions, Antonio Aranguren, por la cesión de la cuarta parte de la Concesión Aranguren a uno de sus testaferros, Lorenzo Mercado. Aunque la sentencia le fue favorable a Aranguren el cual se distanció del régimen gomecista.

### Vicepresidente de Venezuela
En 1922, pidió al Congreso que se realizara una reforma constitucional con la intención de restablecer la primera y segunda vicepresidencia de la República. Esta petición fue aprobada y para el período de 1922 a 1929 fue nombrado Juan Vicente Gómez como presidente y Juan Crisóstomo Gómez como primer vicepresidente. Se ha alegado que esto ocasionó una rivalidad con el sobrino José Vicente Gómez Bello, segundo vicepresidente.

## Asesinato

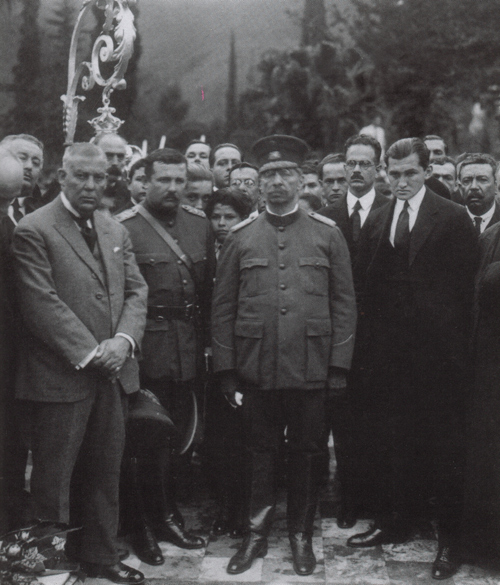
Juan Vicente Gómez y José Vicente Gómez Bello en el entierro de Juan Crisóstomo Gómez.

El 30 de junio de 1923, Crisóstomo es asesinado a puñaladas en su habitación en el Palacio de Miraflores. A raíz del asesinato fueron arrestados Francisco Pimentel y Leoncio Martínez  quienes luego fueron liberados. Después de numerosas investigaciones sobre el caso llevado por el juez Horacio Chacón y del gobernador Acelio Hidalgo, se señaló como autor material del crimen al capitán Isidro Barrientos. El juez Horacio Chacón les dictó sentencia de 20 años en la cárcel de La Rotunda.